# Dabbūrīya
Dabbūrīya (hebreiska: דבוריה) är en ort i Israel.   Den ligger i distriktet Norra distriktet, i den norra delen av landet. Dabbūrīya ligger 180 meter över havet och antalet invånare är 8 305.
Terrängen runt Dabbūrīya är varierad.Runt Dabbūrīya är det ganska tätbefolkat, med 172 invånare per kvadratkilometer. Närmaste större samhälle är Naẕerat ‘Illit, 4,7 km väster om Dabbūrīya. Trakten runt Dabbūrīya består till största delen av jordbruksmark.